# Hiramoto Kazuki
Hiramoto Kazuki (Tokió, 1981. augusztus 18. –) japán válogatott labdarúgó.

## Nemzeti válogatott
A japán U20-as válogatott tagjaként részt vett a 2001-es ifjúsági labdarúgó-világbajnokságon.